# Toshiba HX-10
De HX-10 is een door Toshiba in 1984 op de markt gebrachte MSX1-computer. Waarvoor de afkorting HX staat is niet bekend. De modelvariant voor de Japanse markt is tevens voorzien van aanduiding "Pasopia IQ".
Alle computerelektronica is ondergebracht in de uit één stuk bestaande computerbehuizing met een geïntegreerd toetsenbord. Een numeriek toetsenbord ontbreekt. De kleurencombinatie van de behuizing is een combinatie van zowel donker- als lichtgrijs. Naast de CAPS LOCK-toets is in de behuizing een groen led-lampje aangebracht. De toetsen van het toetsenbord zijn uitgevoerd in wit, met uitzondering van de functietoetsen. Deze zijn antracietgrijs. De cursortoetsen zijn in blauw uitgevoerd, de STOP-toets in rood en de GRAPH-toets in groen. Enkele modelvarianten zijn uitgerust met een rode behuizing.
De computer is verder uitgerust met één cartridgesleuf aan de rechterbovenzijde van de behuizing. De twee joystickaansluitingen, samen met de printeraansluiting bevinden zich aan de rechterzijkant van de computer.

## Modelvarianten
Van de HX-10 zijn de onderstaande modelvarianten geproduceerd:
- HX-10P, met QWERTY-toetsenbordindeling en voldoet aan de PAL-televisiestandaard en bestemd voor de Europese markt met uitzondering van de landen Duitsland, Frankrijk en Spanje.
- HX-10DK, voor de Japanse markt en beschikt mogelijk over een kanjirom.
- HX-10DPN, beschikt over een scart-aansluiting (ter vervanging van de traditionele composiet video-uitgang.
- HX-10F, met AZERTY-toetsenbordindeling voor de Franstalige markt en voldoet aan de en SECAM-televisiestandaard.
- HX-10S/SA, met een aangepaste QWERTY-toetsenbordindeling voor de Spaanse markt. Beschikt over 16 kB werkgeheugen.

## Technische specificaties
Processor
- Sharp LH-0080, compatibel met een Zilog Z80A, en een kloksnelheid van 3,56 MHz. (PAL)

Geheugen
- ROM: 32 kB
  - MSX BASIC versie 1.0: 16 kB

- RAM
  - VRAM: 16 kB
  - Werkgeheugen: 64 kB (HX-10S/SA: 16 kB)

Weergave
- VDP TMS9918A/TMS9929A
- tekst: 40×24 en 32×24 (karakters per regel × regels) vier kleuren, twee voorgrondkleuren en twee achtergrondkleuren
- grafisch: resolutie maximaal 256×192 beeldpunten
- kleuren: 16 maximaal

Controller
- MSX-controller: T7775

Geluid
- Yamaha YM2149 PSG
- 3 geluidskanalen, waarvan één ruiskanaal
- 8 octaven

Aansluitingen
- netsnoer
- RF-uitgang
- CVBS monitor
- luminantie uitgangsconnector
- zwart-witschakelaar
- geluidsuitgang (hoofdtelefoonaansluiting)
- datarecorder (1200/2400 baud)
- 1 generieke uitbreidingpoort
- printer
- 2 joysticks
- 1 cartridgesleuf